# Primera División (Argentinien) 1959
Die Primera División 1959 war die 29. Spielzeit der argentinischen Fußball-Liga Primera División. Begonnen hatte die Saison am 3. Mai 1959. Der letzte Spieltag war der 22. November 1959. Als Aufsteiger kam Ferro Carril Oeste aus der Primera B Nacional dazu. Der CA San Lorenzo de Almagro beendete die Saison als Meister und wurde damit Nachfolger des Racing Club. In die Primera B Nacional musste Central Córdoba de Rosario absteigen.

## Abschlusstabelle
| Pl. | Verein                         | Sp. | S  | U  | N  | Tore    | Diff. | Punkte |
| --- | ------------------------------ | --- | -- | -- | -- | ------- | ----- | ------ |
| 1.  | CA San Lorenzo de Almagro      | 30  | 21 | 3  | 6  | 075:420 | +33   | 45     |
| 2.  | Racing Club                    | 30  | 17 | 4  | 9  | 080:480 | +32   | 38     |
| 3.  | CA Independiente               | 30  | 11 | 11 | 8  | 044:370 | +7    | 33     |
| 4.  | Ferro Carril Oeste (N)         | 30  | 10 | 13 | 7  | 047:410 | +6    | 33     |
| 5.  | River Plate                    | 30  | 14 | 4  | 12 | 049:450 | +4    | 32     |
| 6.  | Club Atlético Atlanta          | 30  | 9  | 14 | 7  | 034:350 | −1    | 32     |
| 7.  | CA Newell’s Old Boys           | 30  | 12 | 8  | 10 | 035:360 | −1    | 32     |
| 8.  | Boca Juniors                   | 30  | 12 | 6  | 12 | 051:440 | +7    | 30     |
| 9.  | CA Huracán                     | 30  | 9  | 12 | 9  | 046:570 | −11   | 30     |
| 10. | Estudiantes de La Plata        | 30  | 10 | 8  | 12 | 052:620 | −10   | 28     |
| 11. | CA Lanús                       | 30  | 10 | 7  | 13 | 054:590 | −5    | 27     |
| 12. | CA Vélez Sarsfield             | 30  | 6  | 14 | 10 | 043:460 | −3    | 26     |
| 13. | Argentinos Juniors             | 30  | 7  | 11 | 12 | 046:450 | +1    | 25     |
| 14. | Gimnasia y Esgrima de La Plata | 30  | 9  | 7  | 14 | 049:620 | −13   | 25     |
| 15. | CA Rosario Central             | 30  | 8  | 7  | 15 | 038:500 | −12   | 23     |
| 16. | Central Córdoba                | 30  | 7  | 7  | 16 | 032:660 | −34   | 21     |

| (M) | Vorjahres-Meister                                    |
| (N) | Vorjahres-Aufsteiger aus der Primera B Nacional 1958 |

## Meistermannschaft
| CA San Lorenzo de Almagro | |
|                           | José Carrillo, Humberto Cancino, David Iñigo, Raúl Martina, Guillermo Reynoso, Norberto Schiro, Héctor Facundo, Miguel Angel Ruiz, Omar Garcia, José Sanfilippo, Norberto Boggio, Raúl Páez, Osvaldo Montero, Juan Carlos Lallana, Carlos Ferro Trainer: José Barreiro |

## Torschützenliste
| Pl. | Nat.        | Spieler           | Verein             | Tore |
| --- | ----------- | ----------------- | ------------------ | ---- |
| 1   | Argentinien | José Sanfilippo   | CA San Lorenzo     | 31   |
| 2   | Argentinien | Rubén Héctor Sosa | Racing Club        | 22   |
| 3   | Argentinien | Eugenio Callá     | Argentinos Juniors | 21   |
| 4   | Argentinien | Juan José Pizzuti | Racing Club        | 19   |
| 5   | Argentinien | Norberto Conde    | CA Vélez Sarsfield | 17   |